# Evalueserve
Evalueserve ist ein Unternehmen für Insights, Analysen und Künstliche Intelligenz, das Branchen wie Bankwesen, Gesundheitswesen, Fertigung, Energie und andere bedient. Das Unternehmen hat seinen Hauptsitz in Zug, Schweiz, und beschäftigt über 5.000 Fachkräfte in mehr als 15 Büros in den Vereinigten Staaten, Kanada, Europa, Asien, Lateinamerika und dem Nahen Osten. Evalueserve erbringt Dienstleistungen in über 45 Ländern weltweit.

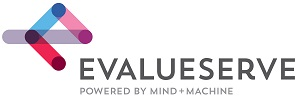

## Unternehmensgeschichte
Evalueserve wurde im Jahr 2000 von dem ehemaligen McKinsey-Partner Marc Vollenweider und dem IBM-Research-Manager Alok Aggarwal gegründet. Seit 2005 hat die Firma ein Research-Center in Shanghai, China, seit Dezember 2006 in Valparaíso, Chile und seit August 2008 in Cluj, Rumänien. Zu den Kunden zählen 100 der Fortune-1.000-Unternehmen, viele globale Unternehmensberatungen sowie einige der größten Investmentbanken. Seit August 2014 ist die Beyond Data GmbH mit Sitz in Rheinbach, Teil der Evalueserve Gruppe. Im Mai 2015 gab Evalueserve die Akquisition des niederländischen Software-Unternehmens Treparel bekannt.
Im Januar 2015 führt das Unternehmen den Begriff 'powered by mind+machine' in seine Positionierung ein. Mind+machine beschreibt die Verbindung von spezialisierten Analysten mit modernster Informationstechnologie. Evalueserve unterstützt diese Neupositionierung durch ausgewählte Partnerschaften, wie z. B. seit Januar 2014 Evalueserve mit Google Cloud, welche Evalueserve bei ihre KI-Produkte Optimierung der Lieferkette, CMO-Entscheidungsunterstützung, intelligente Dokumentenverarbeitung, Unternehmensanalysen und Data Warehouse unterstützen wird.

## Dienstleistungen
Etwa 15 % der Studien betreffen die asiatischen Märkte, etwa 80 % Europa und Amerika. Das Unternehmen ist in der Lage, Researchleistungen in über 50 Sprachen anzubieten. Die Mitarbeiter sind alle Akademiker verschiedenster Fachrichtungen, daher kann in fast jeder Branche und Region auf einen Spezialisten zurückgegriffen werden.
Die Angebote sind in verschiedene Bereiche aufgeteilt:
Business ResearchFür Strategie- oder Marketing-Abteilungen recherchiert Evalueserve Markttrends, beobachtet Wettbewerber (Competitive Intelligence) und führt Benchmarkings durch. Neue Märkte werden identifiziert, Produktionsstandorte bewertet und potenzielle Kooperationspartner gesucht. Einkaufsabteilungen unterstützt Evalueserve weltweit im Global Sourcing, bei der Identifikation von neuen Lieferanten und informiert über Branchenneuheiten. Ein Spezialteam generiert außerdem Leads für Vertriebsabteilungen von Kunden und unterstützt den Eintritt in globale Märkte.
Market ResearchEvalueserve führt weltweit Marktforschungs-Studien über Kundenzufriedenheit, Markenbekanntheit oder auch Mitarbeiterbefragungen durch.
Investment ResearchNicht nur für Investmentbanken, sondern auch für Private-Equity- und Venture-Capital-Unternehmen sowie Hedgefonds analysieren die Researcher Märkte, Branchen und Einzeltitel. Im Bereich M&A bietet Evalueserve Unterstützung in jeder Phase des Beteiligungszyklus (z. B. Initial Target Screening, Commercial Due Diligence, Bewertung).
Patentrecherchen / Patentanalysen / Erstellen von PatentanmeldungenMit über 200 Patentspezialisten gehört Evalueserve weltweit zu den größten Anbietern. Evalueserve unterstützt Patentabteilungen und Patentanwaltskanzleien mit Recherchen, Analysen (Patent & Technology Landscapes, Monitoring, Valuation) und einem neuartigen, massgeschneiderten Support für das Erstellen von Patentanmeldungen.
Data AnalyticsNeben der Auswertung von Kundendatenbanken (z. B. für Segmentierungen oder Messung von Sales- oder Marketingeffizienz) werden komplette Reporting-, Controlling- oder sogar Management Informationssysteme erstellt und verwaltet. Die Pflege von Datenbanken gehört ebenfalls zu Evalueserves Angeboten.